# Wilhelm Speyer (Schriftsteller)

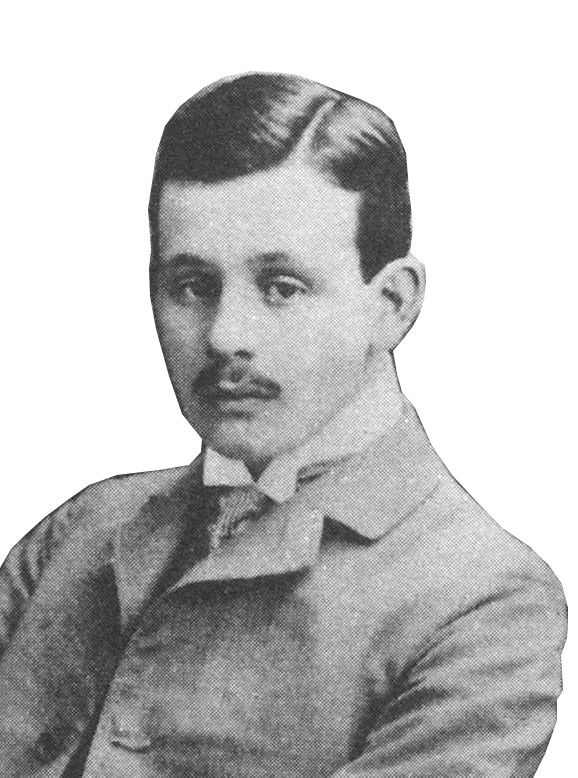
Wilhelm Speyer, 1906

Friedrich Wilhelm Otto Kurt Speyer (* 21. Februar 1887 in Berlin; † 1. Dezember 1952 in Riehen bei Basel) war ein deutscher Schriftsteller.

## Leben
Wilhelm Speyer wurde als jüngerer Sohn des Berliner Kaufmanns Paul Speyer und seiner Frau Rosa, geb. Stern, geboren. Die Sozialpolitikerin Edith Mendelssohn Bartholdy war seine Schwester.
Unzufrieden mit der von ihm empfundenen geistigen Enge am Gymnasium in der Bellevuestraße, wurde Wilhelm Speyer Schüler des Landerziehungsheims in Haubinda, einer heute noch existierenden Hermann-Lietz-Schule. Neben dem Unterricht und dem Sport arbeitete man dort auch in Werkstätten und auf Feldern. Als Redakteur der in der Schule erscheinenden „D.L.E.H.-Monatsschrift“ sammelte Speyer erste literarische Erfahrungen. Nach dem Abitur studierte er Jura, betätigte sich jedoch auch schriftstellerisch. Nachdem er am Ersten Weltkrieg teilgenommen hatte, zog es ihn schließlich nach Berlin, über das er mehrere zeitgenössische Romane schrieb. Berühmt wurde er durch den Jugendroman „Der Kampf der Tertia“ sowie dessen Fortsetzung „Die goldene Horde“. Auch sein Roman „Charlott etwas verrückt“ erreichte hohe Auflagen. Protestantisch getauft, aber jüdischer Herkunft, musste Wilhelm Speyer im Jahr 1933 das Land verlassen. Er emigrierte nach Österreich, 1938 nach Frankreich. 1941 traf er in den USA ein und zog nach Los Angeles, wo er von Metro-Goldwyn-Mayer einen Einjahresvertrag als Drehbuchautor erhielt. Nach diesem Jahr lebte er in sehr schlechten Verhältnissen, da ihm aus gesundheitlichen Gründen abgeraten wurde, eine Arbeit aufzunehmen. 1949 kehrte er nach Europa zurück. Bedeutsam war der späte Roman „Das Glück der Andernachs“ über die Situation von Juden im deutschen Bildungsbürgertum vor 1914.
Seit den 1970er Jahren gerieten die Werke Speyers, den Albert Vigoleis Thelen für „eine[n] der kultiviertesten und charmantesten Erzähler der deutschen Literatur“ hielt, in Vergessenheit. Eine ausführliche Würdigung seines furiosen Romans „Charlott etwas verrückt“ von 1927 (der mittlerweile auch wieder nachgedruckt ist), gaben zwei Germanisten.
Von weiteren Bemühungen um eine Wiederentdeckung des Autors zeugt eine Aufsatzsammlung. Darin werden verschiedene Aspekte seines Werkes ausgeleuchtet.
Ab 1924 war Speyer in zweiter Ehe mit Maria von der Osten-Sacken verheiratet, die damals unter ihrem Mädchennamen Maria Leeser eine bekannte Tänzerin war. Sie ließ sich 1939 zunächst ohne sein Wissen nach den damaligen Rassegesetzen von ihm scheiden.

## Werke
Bibliographie Wilhelm Speyer: selbständige Schriften, Übersetzungen, Verfilmungen. In: Wilhelm Speyer (1887–1952). Zehn Beiträge zu seiner Wiederentdeckung. Bielefeld: Aisthesis, 2009 (Moderne-Studien 4) ISBN 978-3-89528-652-0
– nach Veröffentlichungsdatum geordnet –
- Oedipus. 1907.
- Wie wir einst so glücklich waren. 1909.
- Gnade. 1911.
- Der Herzog, die Kokotte und der Kellner. 1912.
- Das fürstliche Haus Herfurth 1914 (seit 1928 unter dem Titel „Sibyllenlust“).
- Er kann nicht befehlen. 1919.
- Der Revolutionär. München 1919.
- Karl der Fünfte. München 1919.
- Mynheer van Hedens große Reise. Berlin 1921.[5]
- Rugby. Berlin 1921.
- Schwermut der Jahreszeiten. Berlin 1922.
- Südsee. Berlin 1923.
- Frau von Hanka. Berlin 1924.
- Das Mädchen mit dem Löwenhaupt. Berlin 1925.
- Charlott etwas verrückt. Roman. Berlin 1927. - Neuausgabe: Aisthesis, Bielefeld 2008, ISBN 978-3-89528-646-9.
- Der Kampf der Tertia. Berlin 1927.
- Nachtgesichte. Erzählungen und Visionen. Leipzig 1928.
- Sonderlinge. Berlin 1929.
- Es geht. Aber es ist auch danach! (Berlin?) 1929.
- Die goldene Horde. Berlin 1930.
- Napoleon. (Berlin?) 1930.
- Jeder einmal in Berlin! 1930.
- Ich geh aus und du bleibst da. Berlin 1931.
- Sommer in Italien. Eine Liebesgeschichte. Berlin 1932. - Neuausgabe: Aisthesis, Bielefeld 2014, ISBN 978-3-8498-1024-5.
- Roman einer Nacht. (Berlin?) 1932.
- Ein Mantel, ein Hut, ein Handschuh. 1933.
- Kreuzfahrer. Zürich 1934.
- Der Hof der schönen Mädchen. Ein Roman aus dem Jahr 1805. Amsterdam 1935. - Neuausgabe: Norderstedt 2023, ISBN 978-3-7568-4141-7
- Zweite Liebe. Amsterdam 1936.
- Die Stunde des Tigers. Amsterdam 1939.
- Das Glück der Andernachs. Zürich 1947.
- Señorita Maria Teresa. Eine spanisch-kalifornische Erzählung. Zürich 1951.
- Andrai und der Fisch. Ein Roman aus der Zeit Jesu. Köln 1951.
- Das faule Mädchen. Filmnovellen und weitere Texte aus dem amerikanischen Exil. Erstdrucke aus dem Nachlass. Hrsg. von Helga Karrenbrock und Walter Fähnders. Aisthesis, Bielefeld 2014, ISBN 978-3-8498-1048-1 (AISTHESIS Archiv 19).